# Kris Vietze
Kris Vietze, née le 27 mai 1968 (originaire de Matzingen et de Frauenfeld), est une personnalité politique suisse, membre du Parti libéral-radical.
Elle est députée du canton de Thurgovie au Conseil national depuis décembre 2023.

## Biographie
Kristiane Vietze, dite Kris Vietze, naît le 27 mai 1968. Elle est originaire de Matzingen et de Frauenfeld, dans le canton de Thurgovie.   
Son père est pilote chez Swissair ; sa mère, maîtresse d'école enfantine. Elle grandit à Matzingen.  
Après le gymnase, en section latine, elle fait des études d'économie à l'Université de Zurich, où elle obtient un diplôme d'expert-comptable. Son premier poste est chez PricewaterhouseCoopers.  
Elle préside la chambre de l'industrie et du commerce du canton de Thurgovie.  
Elle est mariée à Oliver Vietze, qu'elle rencontre en camp de ski alors qu'elle est encore gymnasienne et qui dirige une des plus grandes entreprises de Frauenfeld (techniques de détection), héritée de ses parents en 2007, Baumer Group (de). Ils ont deux enfants.  

## Parcours politique
Elle adhère tardivement au Parti libéral-radical, en 2011.
Elle siège au Grand Conseil du canton de Thurgovie depuis 2012.
Elle est élue au Conseil national en octobre 2023, parvenant à récupérer le siège que son parti avait perdu au profit des Verts lors des élections fédérales de 2019, grâce à une alliance avec Le Centre. Elle y est membre de la Commission de la sécurité sociale et de la santé publique (CSSS).